# Strata (rachunkowość)
Strata – w rachunkowości jest to ujemny wynik przedsiębiorstwa. Strata może być prezentowana na różnych poziomach rachunku zysków i strat, jako: strata brutto ze sprzedaży, strata ze sprzedaży, strata z działalności operacyjnej, strata z działalności gospodarczej, strata brutto z działalności, strata netto z działalności. Strata powstaje generalnie wtedy, gdy osiągnięte przychody są niższe od poniesionych kosztów.
Ustawa o rachunkowości definiuje straty tak samo jak koszty, tzn. jako uprawdopodobnione zmniejszenia w okresie sprawozdawczym korzyści ekonomicznych, o wiarygodnie określonej wartości, w formie zmniejszenia wartości aktywów, albo zwiększenia wartości zobowiązań i rezerw, które doprowadzą do zmniejszenia kapitału własnego (lub zwiększenia jego niedoboru), w inny sposób niż wycofanie środków przez udziałowców lub właścicieli (art. 3 ust.1 pkt 31 UoR). Z definicji tej wynika, że straty, tak jak koszty zmniejszają kapitał własny lub zwiększają jego niedobór. Powodują one jednocześnie albo zmniejszenie aktywów, albo zwiększenie zobowiązań i rezerw. 
Ponieważ straty w prawie bilansowym ze swej definicji nie różnią się od kosztów, to szereg strat „per saldo” wykazuje się w rachunku zysków i strat w grupie kosztów, np.: w grupie „pozostałe koszty operacyjne” ujawniana jest strata ze zbycia niefinansowych aktywów trwałych. Tego rodzaju strata jednakże ma zwykle charakter jednorazowy w odróżnieniu od takich kosztów, jak np. koszty amortyzacji, wynagrodzeń itp. 
Strata to niecelowe i nieekwiwalentne zmniejszenie stanu lub wartości składników majątkowych. Straty mogą występować w związku z normalną działalnością, jako konsekwencja niewłaściwych decyzji czy nieprzewidzianych zmian w otoczeniu przedsiębiorstwa (np. wytworzenie niemodnych wyrobów spowoduje konieczność obniżenia ich ceny lub zniszczenia). Takie straty są ujmowane w pozostałych kosztach operacyjnych. Straty mogą mieć także charakter niepowtarzalny i niezależny od decyzji kierownictwa przedsiębiorstwa. Takie straty określane są jako nadzwyczajne.
Strata netto – w rachunkowości jest to ujemny wynik finansowy przedsiębiorstwa po uwzględnieniu obowiązkowych zmniejszeń zysku lub zwiększeń straty. Strata netto ustalana jest w rachunku zysków i strat, w bilansie prezentowana jest w pozycji „kapitał własny”.